# Ойсерталь
Ойсерталь (нім. Eußerthal) — громада в Німеччині, розташована в землі Рейнланд-Пфальц. Входить до складу району Південний Вайнштрассе. Складова частина об'єднання громад Аннвайлер-ам-Тріфельс.
Площа — 12,52 км2. Населення становить 877 ос. (станом на 31 грудня 2020).

## Галерея

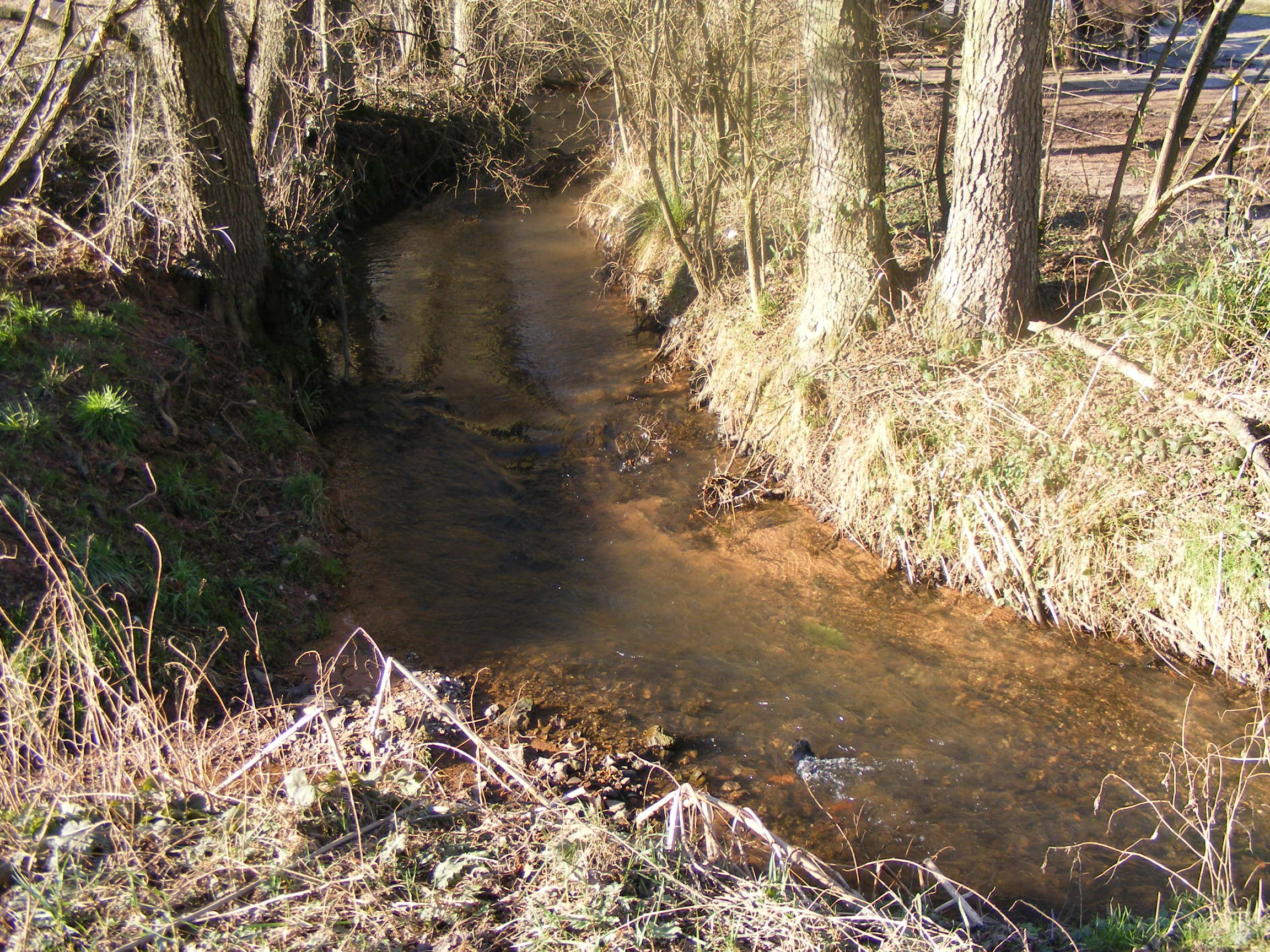
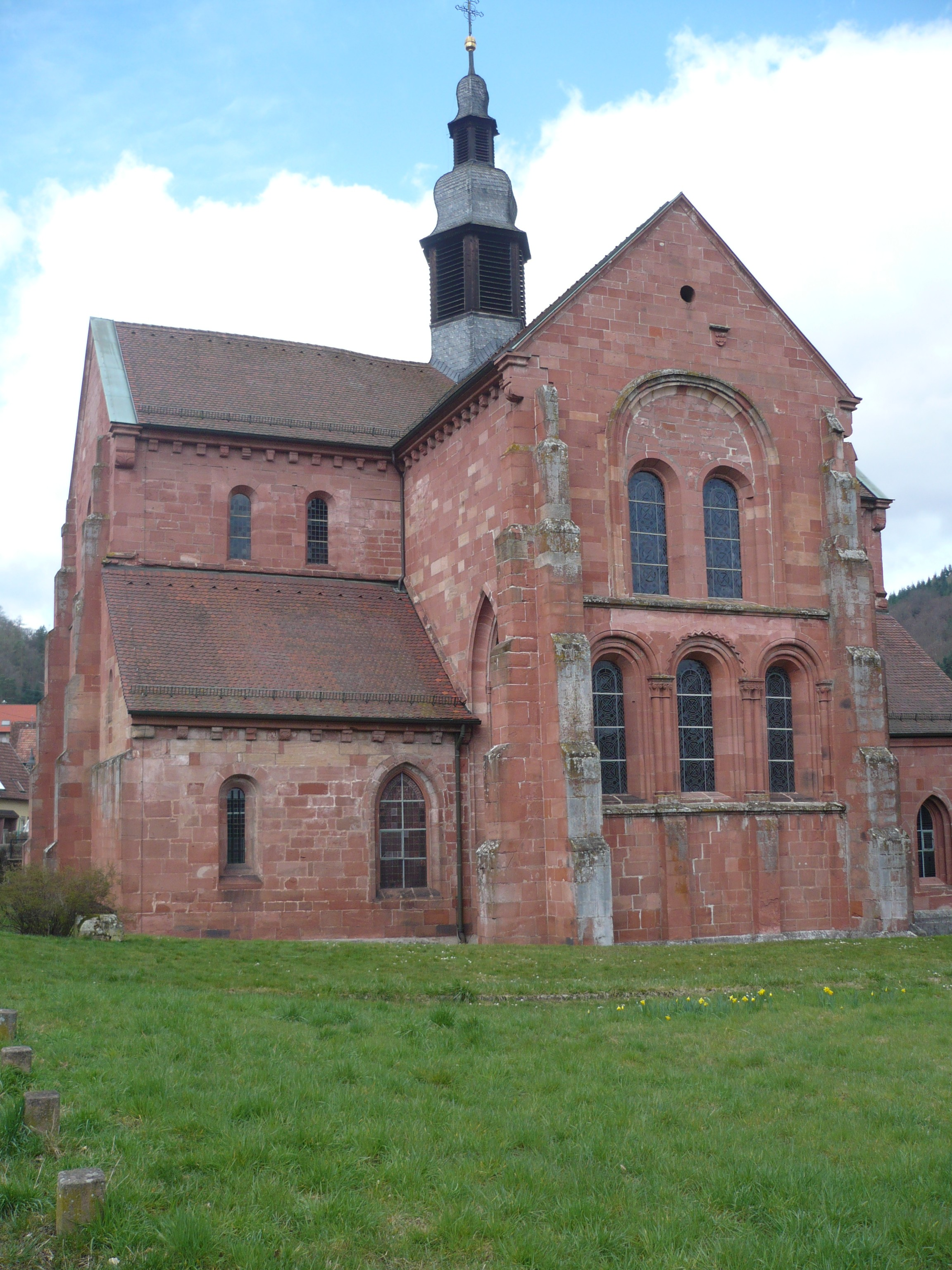
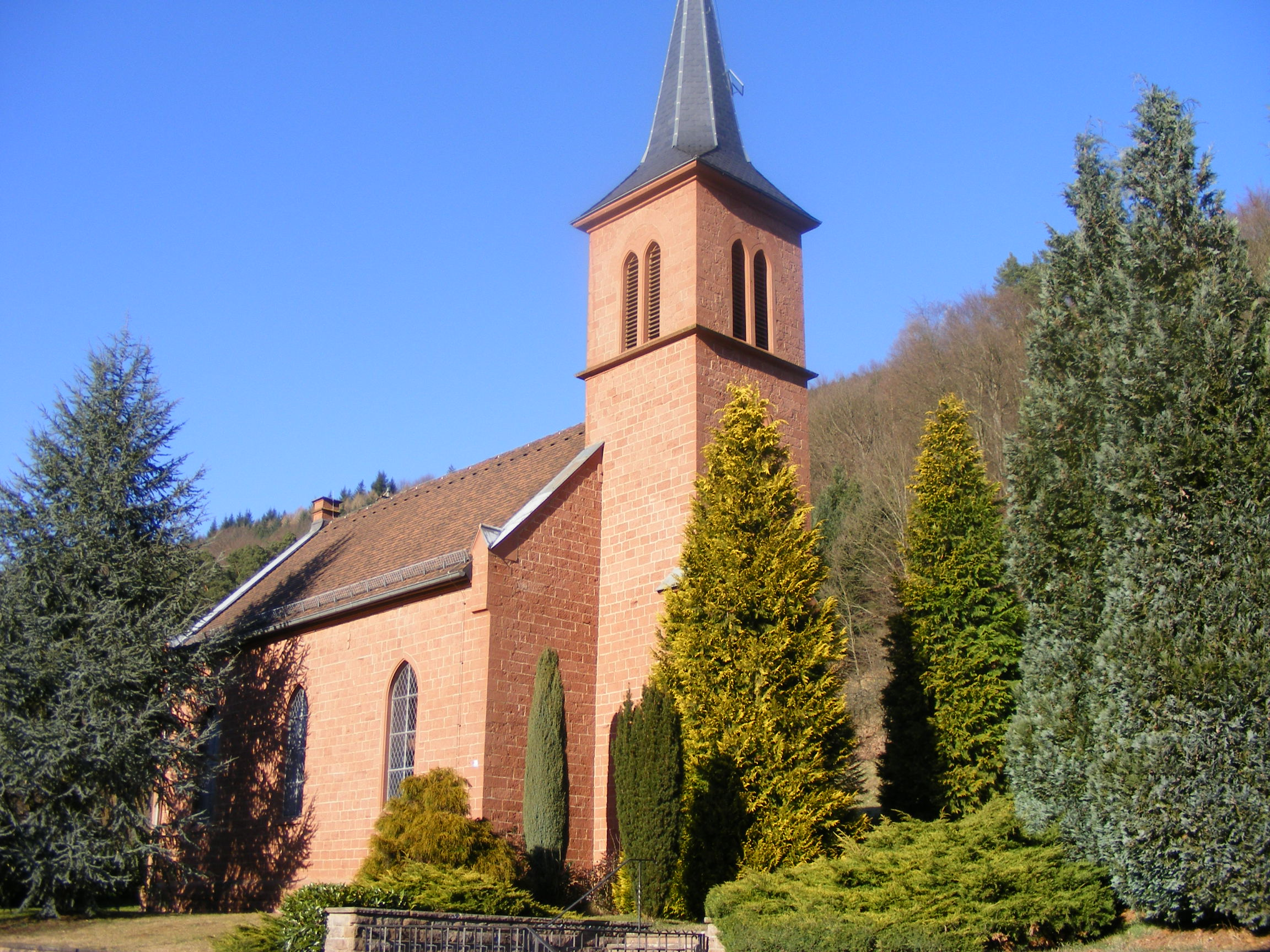